# Elezioni comunali in Emilia-Romagna del 2016
Il 5 giugno 2016 (con ballottaggio il 19 giugno) in Emilia-Romagna si sono tenute le elezioni per il rinnovo di 50 consigli comunali, in contemporanea con il turno elettorale di amministrative nelle altre regioni italiane.

## Risultati capoluoghi
Bologna
| Candidati e Liste                                             | Voti    | %     | Seggi |
| ------------------------------------------------------------- | ------- | ----- | ----- |
| Virginio Merola                                               | 68 749  | 39,48 | 22    |
| Partito Democratico                                           | 60 054  | 35,44 | 21    |
| Città Comune con Amelia                                       | 4 897   | 2,89  | 1     |
| Bologna Viva                                                  | 1 425   | 0,84  | -     |
| Cittadini per Bologna                                         | 1 330   | 0,78  | -     |
| Bologna Metropolitana fa Centro                               | 486     | 0,28  | -     |
| Lucia Borgonzoni                                              | 38 806  | 22,28 | 1     |
| Lega Nord                                                     | 17 371  | 10,25 | 3     |
| Forza Italia                                                  | 10 610  | 6,26  | 2     |
| Uniti si Vince                                                | 4 161   | 2,45  | -     |
| Fratelli d'Italia - Alleanza Nazionale                        | 4 090   | 2,41  | -     |
| Riprendiamoci Bologna                                         | 1 035   | 0,61  | -     |
| Massimo Bugani                                                | 28 912  | 16,59 | 1     |
| Movimento Cinque Stelle                                       | 28 136  | 16,60 | 3     |
| Manes Bernardini                                              | 18 181  | 10,44 | 1     |
| Insieme Bologna                                               | 16 840  | 9,94  | 1     |
| Federico Martelloni                                           | 12 200  | 7,00  | 1     |
| Coalizione Civica (Sinistra Ecologia Libertà-Possibile-altri) | 12 024  | 7.09  | 1     |
| Matteo Badiali                                                | 2 638   | 1,52  | -     |
| Federazione dei Verdi                                         | 2 569   | 1,51  | -     |
| Ermanno Lorenzoni                                             | 2 180   | 1,25  | -     |
| Partito Comunista dei Lavoratori                              | 1 871   | 1,10  | -     |
| Mirko De Carli                                                | 2 076   | 1,19  | -     |
| Il Popolo della Famiglia                                      | 2 090   | 1,23  | -     |
| Sergio Celloni                                                | 445     | 0,26  | -     |
| Giustizia Onore Libertà                                       | 427     | 0,25  | -     |
| Totale alle liste                                             | 169.409 | 100   | 32    |
| TOTALE                                                        | 174.187 | 100   | 36    |

Ravenna
| Candidati e Liste | Voti   | %     | Seggi |
| --- | ------ | ----- | ----- |
| Michele De Pascale | 34 077 | 46,50 | -     |
| Partito Democratico | 25 031 | 35,14 | 16    |
| Partito Repubblicano Italiano | 3 154  | 4,42  | 2     |
| Sinistra per Ravenna | 1 750  | 2,45  | 1     |
| Ama Ravenna | 1 579  | 2,21  | 1     |
| Insieme X Cambiare | 1 404  | 1,97  | -     |
| Ravviva Ravenna | 1 054  | 1,47  | -     |
| Italia dei Valori | 221    | 0,31  | -     |
| Massimiliano Alberghini | 20 500 | 27,97 | 1     |
| Lega Nord | 10 556 | 14,83 | 4     |
| Forza Italia | 3 549  | 4,98  | 1     |
| Lista per Ravenna | 4 526  | 6,35  | 1     |
| Fratelli d'Italia - Alleanza Nazionale | 1 205  | 1,69  | -     |
| Michela Guerra | 9 870  | 13,46 | 1     |
| Movimento Civico CambieRà | 9 077  | 12,74 | 2     |
| Raffaella Sutter | 4 737  | 6,46  | 1     |
| Ravenna in Comune (Sinistra Ecologia Libertà-Partito Socialista Italiano-Rifondazione Comunista-Partito Comunista d'Italia-Possibile-L'Altra Europa con Tsipras-Federazione dei Verdi) | 4 038  | 6,04  | -     |
| Maurizio Bucci | 4 099  | 5,59  | 1     |
| La Pigna | 3 804  | 5,34  | -     |
| Totale alle liste | 71.228 | 100   | 28    |
| TOTALE | 73.283 | 100   | 32    |

Rimini
| Candidati e Liste                      | Voti   | %      | Seggi |
| -------------------------------------- | ------ | ------ | ----- |
| Andrea Gnassi                          | 37 391 | 56,99  | -     |
| Partito Democratico                    | 20 447 | 33,45  | 13    |
| Patto Civico con Gnassi                | 8 458  | 13,83  | 5     |
| Rimini Attiva                          | 2 180  | 3,56   | 1     |
| Futura con Gnassi                      | 1 505  | 2,46   | 1     |
| Sinistra X Rimini                      | 838    | 1,37   | -     |
| Italia dei Valori-Centro Democratico   | 762    | 1,24   | -     |
| Marzio Pecci                           | 16 380 | 24,96  | 1     |
| Lega Nord                              | 7 562  | 12,37  | 4     |
| Forza Italia                           | 4 613  | 7,54   | 2     |
| Uniti si Vince                         | 2 167  | 3,54   | 1     |
| Fratelli d'Italia - Alleanza Nazionale | 1 781  | 2,91   | 1     |
| Luigi Camporesi                        | 6 256  | 9,53   | 1     |
| Obiettivo Civico - Vincere per Rimini  | 3 035  | 4,96   | 2     |
| Fare! Con Flavio Tosi - Altri          | 1 305  | 2,13   | -     |
| Movimento Libero Rimini                | 1 171  | 1,91   | -     |
| Sara Visintin                          | 1 436  | 2,18   | -     |
| Rimini in Comune - Diritti a Sinistra  | 1 350  | 2,20   | -     |
| Mara Marani                            | 1 423  | 2,16   | -     |
| Rimini People                          | 1 402  | 2,29   | -     |
| Addolorata di Campi                    | 1 044  | 1,59   | -     |
| Il Popolo della Famiglia               | 970    | 1,58   | -     |
| Mirco Ottaviani                        | 910    | 1,38   | -     |
| Forza Nuova                            | 855    | 1,39   | -     |
| Marina Mascioni                        | 763    | 1,16   | -     |
| Fronte Nazionale per l'Italia          | 715    | 1,16   | -     |
| Totale alle liste                      | 61 116 | 100,00 | 30    |
| TOTALE                                 | 65 603 | 100,00 | 32    |

## Città metropolitana di Bologna
Alto Reno Terme
| Candidati | Candidati            | Partito                                             | Voti  | %      | Seggi |
| --------- | -------------------- | --------------------------------------------------- | ----- | ------ | ----- |
|           | Giuseppe Nanni       | Progetto Altoreno (Lista civica di centro-sinistra) | 2.025 | 49,45  | 8     |
|           | Tiberio Rabboni      | Una Nuova Idea                                      | 1.378 | 33,65  | 3     |
|           | Marta Evangelisti    | Adesso Alto Rene Terme                              | 419   | 10,23  | 1     |
|           | Enrico Luca Cecchini | Movimento 5 Stelle                                  | 273   | 6,67   | -     |
| Totale    | Totale               |                                                     | 4.095 | 100.00 | 12    |

Castel del Rio
| Candidati | Candidati        | Partito                 | Voti | %      | Seggi |
| --------- | ---------------- | ----------------------- | ---- | ------ | ----- |
|           | Alberto Baldazzi | Per Castel del Rio      | 444  | 66,17  | 7     |
|           | Barbara Maraia   | Progetto Castel del Rio | 227  | 33,83  | 3     |
| Totale    | Totale           |                         | 671  | 100.00 | 10    |

Gaggio Montano
| Candidati | Candidati               | Partito           | Voti  | %      | Seggi |
| --------- | ----------------------- | ----------------- | ----- | ------ | ----- |
|           | Maria Elisabetta Tanari | Sempre per Gaggio | 1.836 | 100,00 | 12    |
| Totale    | Totale                  |                   | 1.836 | 100.00 | 12    |

Monghidoro;
| Candidati | Candidati         | Partito                | Voti  | %      | Seggi |
| --------- | ----------------- | ---------------------- | ----- | ------ | ----- |
|           | Barbara Panzacchi | Passione Comune        | 1.153 | 61,36  | 8     |
|           | Antonio Cornelio  | Democratici Monghidoro | 726   | 38,64  | 4     |
| Totale    | Totale            |                        | 1.879 | 100.00 | 12    |

San Giovanni in Persiceto
| Candidati e Liste                | Voti   | %      | Seggi |
| -------------------------------- | ------ | ------ | ----- |
| Lorenzo Pellegatti               | 4.412  | 33,47  | -     |
| Impegno Comune                   | 3.477  | 27,67  | 9     |
| Uniti per San Giovanni Persiceto | 575    | 4,58   | 1     |
| Tommaso Cotti                    | 6.062  | 45,99  | 1     |
| Partito Democratico              | 5.261  | 41,87  | 3     |
| Sinistra Ambiente per Persiceto  | 452    | 3,60   | -     |
| Centro Civico                    | 265    | 2,11   | -     |
| Giancarlo Mazzoli                | 2.708  | 20,54  | 1     |
| Fratelli d'Italia-Lega Nord      | 1.741  | 13,85  | 1     |
| Civica Mazzoli                   | 795    | 6,33   | -     |
| Totale alle liste                | 12.566 | 100,00 | 14    |
| TOTALE                           | 13.182 | 100,00 | 16    |

## Provincia di Ferrara
Cento
| Candidati e Liste           | Voti   | %      | Seggi |
| --------------------------- | ------ | ------ | ----- |
| Fabrizio Toselli            | 5.115  | 29,24  | -     |
| Cento Civica                | 2.296  | 15,15  | 9     |
| Idea in Comune              | 1.525  | 10,06  | 6     |
| Diego Contri                | 5.733  | 32,77  | 1     |
| Lega Nord                   | 2.860  | 18,87  | 2     |
| Noi Che...                  | 1.036  | 6,84   | 1     |
| Progetto Centese            | 987    | 6,51   | 1     |
| Forza Italia                | 633    | 4,18   | -     |
| Piero Lodi                  | 3.521  | 20,13  | 1     |
| Partito Democratico         | 2.391  | 15,78  | 2     |
| Civitas                     | 490    | 3,23   | -     |
| Cittadini Insieme           | 317    | 2,09   | -     |
| Partito Socialista Italiano | 176    | 1,16   | -     |
| Marco Mattarelli            | 1.651  | 9,44   | -     |
| Fratelli d'Italia           | 598    | 3,95   | -     |
| Libertà per Cento           | 417    | 2,75   | -     |
| MSI-DN                      | 202    | 1,33   | -     |
| Enrico Malucelli            | 1.472  | 8,42   | 1     |
| Onda Centese                | 1.225  | 8,08   | -     |
| Totale alle liste           | 15.153 | 100,00 | 21    |
| TOTALE                      | 17.492 | 100,00 | 24    |

Codigoro
| Candidati | Candidati        | Partito              | Voti  | %     | Seggi |
| --------- | ---------------- | -------------------- | ----- | ----- | ----- |
|           | Alice Zanardi    | Insieme per Codigoro | 2.711 | 42,49 | 11    |
|           | Claudio Dolcetti | Movimento 5 Stelle   | 2.697 | 42,27 | 4     |
|           | Marcello Guidi   | Obiettivo Comune     | 973   | 15,25 | 1     |

Formignana
| Candidati | Candidati         | Partito                | Voti  | %      | Seggi |
| --------- | ----------------- | ---------------------- | ----- | ------ | ----- |
|           | Laura Perelli     | Insieme per Formignana | 977   | 71,26  | 7     |
|           | Barbara Grassilli | Lega Nord              | 394   | 28,74  | 3     |
| Totale    | Totale            |                        | 1.371 | 100,00 | 10    |

Goro
| Candidati | Candidati        | Partito                        | Voti  | %     | Seggi |
| --------- | ---------------- | ------------------------------ | ----- | ----- | ----- |
|           | Diego Viviani    | Goro e Gorino nel Cuore        | 1.148 | 49,36 | 8     |
|           | Gino Soncini     | Futuro e Solidarietà           | 713   | 30,65 | 3     |
|           | Angelo Morinelli | Goro e Gorino...Un Bene Comune | 465   | 19,99 | 1     |

Portomaggiore
| Candidati | Candidati          | Partito              | Voti  | %      | Seggi |
| --------- | ------------------ | -------------------- | ----- | ------ | ----- |
|           | Nicola Minarelli   | Portomaggiore Futura | 2.962 | 50,75  | 11    |
|           | Gian Luca Lombardi | Lega Nord            | 1.550 | 26,55  | 3     |
|           | Alessandro Vacchi  | Portomaggiore Viva   | 756   | 12,95  | 1     |
|           | Roberto Badolato   | Per Portomaggiore    | 569   | 9,75   | 1     |
| Totale    | Totale             |                      | 5.837 | 100.00 | 16    |

Tresigallo
| Candidati | Candidati          | Partito                 | Voti  | %      | Seggi |
| --------- | ------------------ | ----------------------- | ----- | ------ | ----- |
|           | Andrea Brancaleoni | Noi Siamo per Cambiare  | 1.392 | 57,00  | 8     |
|           | Paola Pusinanti    | Progresso e Solidarietà | 1.050 | 43,00  | 4     |
| Totale    | Totale             |                         | 2.442 | 100.00 | 12    |

Vigarano Mainarda
| Candidati | Candidati        | Partito                               | Voti  | %      | Seggi |
| --------- | ---------------- | ------------------------------------- | ----- | ------ | ----- |
|           | Barbara Paron    | Progresso e Solidarietà               | 1.672 | 37,85  | 8     |
|           | Davide Bergamini | Lega Nord, Forza Italia, lista civica | 1.420 | 32,15  | 2     |
|           | Antonio Raho     | Di più per Vigarano                   | 1.325 | 30,00  | 2     |
| Totale    | Totale           |                                       | 4.417 | 100.00 | 12    |

## Provincia di Forlì-Cesena
Bertinoro
| Candidati | Candidati               | Partito               | Voti  | %      | Seggi |
| --------- | ----------------------- | --------------------- | ----- | ------ | ----- |
|           | Gabriele Antonio Fratto | Insieme per Bertinoro | 2.249 | 48,94  | 11    |
|           | Stefano Lolli           | Uniti per Cambiare    | 1.829 | 39,80  | 5     |
|           | Pierangelo Lazzari      | Partito Comunista     | 261   | 5,68   | -     |
|           | Ivan Vuocolo            | Bertinoro che Cresce  | 256   | 5,57   | -     |
| Totale    | Totale                  |                       | 4.595 | 100.00 | 16    |

Cesenatico
| Candidati e Liste             | Voti   | %     | Seggi |
| ----------------------------- | ------ | ----- | ----- |
| Matteo Gozzoli                | 5,608  | 43,12 | -     |
| Partito Democratico           | 4 673  | 36,75 | 9     |
| Partito Repubblicano Italiano | 478    | 3,76  | 1     |
| Cesenatico Sport e Turismo    | 349    | 2,74  | -     |
| Roberto Buda                  | 3 083  | 23,71 | 1     |
| Per Buda                      | 2 982  | 23,45 | 2     |
| Alberto Papperini             | 2 819  | 21,68 | 1     |
| Movimento Cinque Stelle       | 2 741  | 21,56 | 1     |
| Antonio Tavani                | 1 495  | 11,50 | 1     |
| Lega Nord                     | 881    | 6,93  | -     |
| Forza Italia                  | 518    | 4,07  | -     |
| Fratelli d'Italia             | 93     | 0,73  | -     |
| Totale alle liste             | 12.715 | 100   | 13    |
| TOTALE                        | 13.005 | 100   | 16    |

Gatteo;
| Candidati | Candidati         | Partito            | Voti  | %      | Seggi |
| --------- | ----------------- | ------------------ | ----- | ------ | ----- |
|           | Gianluca Vincenzi | Gatteo Che Vorrei  | 2.879 | 64,45  | 8     |
|           | Iglis Bellavista  | Bella Gatteo       | 1.164 | 26,06  | 3     |
|           | Tonino Venturi    | Movimento 5 Stelle | 424   | 9,49   | 1     |
| Totale    | Totale            |                    | 4.467 | 100.00 | 12    |

Sogliano al Rubicone
| Candidati | Candidati          | Partito                 | Voti  | %     | Seggi |
| --------- | ------------------ | ----------------------- | ----- | ----- | ----- |
|           | Quintino Sabattini | Continuare con Coraggio | 1.005 | 51,80 | 8     |
|           | Enzo Baldazzi      | Per Sogliano            | 935   | 48,20 | 4     |

## Provincia di Modena
Finale Emilia
| Candidati e Liste      | Voti  | %     | Seggi |
| ---------------------- | ----- | ----- | ----- |
| Sandro Palazzi         | 3 322 | 43,66 | -     |
| Lega Nord              | 1 609 | 22,34 | 5     |
| Centro Destra Finalese | 1 230 | 17,08 | 4     |
| Cambiare si Può        | 316   | 4,39  | 1     |
| Elena Terzi            | 2 267 | 29,79 | 1     |
| Partito Democratico    | 1,300 | 18,05 | 1     |
| Elena Terzi Sindaco    | 844   | 11,72 | 1     |
| Andrea Pavani          | 1 311 | 17,23 | 1     |
| Movimento 5 Stelle     | 1 260 | 17,49 | 1     |
| Stefano Lugli          | 709   | 9,32  | 1     |
| Sinistra Civica        | 644   | 8,94  | -     |
| Totale alle liste      | 7.203 | 100   | 13    |
| TOTALE                 | 7.609 | 100   | 16    |

Montefiorino
| Candidati | Candidati         | Partito           | Voti | %      | Seggi |
| --------- | ----------------- | ----------------- | ---- | ------ | ----- |
|           | Maurizio Paladini | Civiltà Montanara | 964  | 100.00 | 10    |
| Totale    | Totale            |                   | 964  | 100.00 | 10    |

Palagano
| Candidati | Candidati     | Partito           | Voti  | %      | Seggi |
| --------- | ------------- | ----------------- | ----- | ------ | ----- |
|           | Fabio Braglia | Palagano Presente | 1.040 | 100.00 | 10    |
| Totale    | Totale        |                   | 1.040 | 100.00 | 10    |

Pavullo nel Frignano
| Candidati e Liste        | Voti  | %     | Seggi |
| ------------------------ | ----- | ----- | ----- |
| Luciano Biolchini        | 2,200 | 23,93 | -     |
| La Pineta                | 1,224 | 14,27 | 6     |
| Lega Nord                | 736   | 8,58  | 4     |
| Stefano Iseppi           | 3,199 | 34,79 | 1     |
| La Torre Centro Sinistra | 2,238 | 26,08 | 2     |
| Il Ponte                 | 950   | 11,07 | -     |
| Fabio Catani             | 1,812 | 19,71 | 1     |
| Movimento Cinque Stelle  | 1,714 | 19,98 | 1     |
| Morena Minelli           | 1,436 | 15,62 | 1     |
| Unione a Sinistra        | 433   | 5,05  | -     |
| Pavullo Rinasce          | 401   | 4,67  | -     |
| Cittadini in Comune      | 382   | 4,45  | -     |
| Elio Letteriello         | 547   | 5,95  | -     |
| Pavullo Domani           | 502   | 5,85  | -     |
| Totale alle liste        | 8.580 | 100   | 13    |
| TOTALE                   | 9.194 | 100   | 16    |

Sestola
| Candidati | Candidati        | Partito                          | Voti  | %      | Seggi |
| --------- | ---------------- | -------------------------------- | ----- | ------ | ----- |
|           | Marco Bonucchi   | Democrazia Progresso Solidarietà | 1.007 | 66,82  | 7     |
|           | Massimo Poggioli | Sestola Civica                   | 296   | 19,64  | 2     |
|           | Riccardo Balboni | Movimento 5 Stelle               | 204   | 13,54  | 1     |
| Totale    | Totale           |                                  | 1.507 | 100.00 | 10    |

Zocca
| Candidati | Candidati            | Partito                    | Voti  | %      | Seggi |
| --------- | -------------------- | -------------------------- | ----- | ------ | ----- |
|           | Gianfranco Tanari    | Zocca Civica               | 1.001 | 40,86  | 8     |
|           | Aldo Preci           | Insieme per Zocca          | 833   | 34,00  | 3     |
|           | Alessandro Baccolini | Civici Lega e CentroDestra | 524   | 21,39  | 1     |
|           | Giovanni Temprati    | Andare Oltre i Poli        | 92    | 3,76   | -     |
| Totale    | Totale               |                            | 2.450 | 100.00 | 12    |

## Provincia di Parma
Borgo Val di Taro
| Candidati | Candidati         | Partito                                                  | Voti  | %      | Seggi |
| --------- | ----------------- | -------------------------------------------------------- | ----- | ------ | ----- |
|           | Diego Rossi       | Insieme                                                  | 1.958 | 48,54  | 8     |
|           | Luciano Avalli    | Fratelli d'Italia, Lega Nord, Forza Italia, lista civica | 1.627 | 40,33  | 4     |
|           | Ivano Vignali     | Resistenza del Cerro                                     | 280   | 6,94   | -     |
|           | Giuseppe Toffanin | Per Borgotaro                                            | 169   | 4,19   | -     |
| Totale    | Totale            |                                                          | 4.034 | 100.00 | 12    |

Busseto
| Candidati | Candidati               | Partito                                                  | Voti  | %      | Seggi |
| --------- | ----------------------- | -------------------------------------------------------- | ----- | ------ | ----- |
|           | Giancarlo Contini       | Forza Italia, Fratelli d'Italia, Lega Nord, lista civica | 1.410 | 38,24  | 8     |
|           | Luca Concari            | Con Luca per Busseto                                     | 1.334 | 36,18  | 3     |
|           | Maria Giovanna Gambazza | Busseto Città Viva!                                      | 851   | 23,08  | 1     |
|           | Cinzia Iacopini         | Busseto da Rifare                                        | 92    | 2,50   | -     |
| Totale    | Totale                  |                                                          | 3.687 | 100.00 | 12    |

Felino
| Candidati | Candidati         | Partito                               | Voti  | %      | Seggi |
| --------- | ----------------- | ------------------------------------- | ----- | ------ | ----- |
|           | Elisa Leoni       | Insieme per Felino il Centro Sinistra | 1.830 | 44,31  | 8     |
|           | Debora Conciatori | Cambiamo Felino                       | 1.708 | 41,36  | 3     |
|           | Sergio Filippa    | Vivere il Cambiamento                 | 592   | 14,33  | 1     |
| Totale    | Totale            |                                       | 4.130 | 100.00 | 12    |

Fontanellato
| Candidati | Candidati            | Partito                                                  | Voti  | %      | Seggi |
| --------- | -------------------- | -------------------------------------------------------- | ----- | ------ | ----- |
|           | Francesco Trivelloni | Fontanellato Progresso                                   | 1.414 | 40,93  | 8     |
|           | Ubaldo Arduini       | Forza Italia, Lega Nord, Fratelli d'Italia, Lista Civica | 906   | 26,22  | 2     |
|           | Benito Allegri       | la Fontana                                               | 487   | 14,09  | 1     |
|           | Daniele Riva         | Liberi Cittadini                                         | 354   | 10,24  | 1     |
|           | Pierino Magri        | Ricominciamo Dai Cittadini                               | 294   | 8,50   | -     |
| Totale    | Totale               |                                                          | 3.455 | 100.00 | 12    |

Neviano degli Arduini
| Candidati | Candidati          | Partito     | Voti  | %      | Seggi |
| --------- | ------------------ | ----------- | ----- | ------ | ----- |
|           | Alessandro Garbasi | per Neviano | 1.788 | 100,00 | 12    |
| Totale    | Totale             |             | 1.788 | 100.00 | 12    |

Polesine Zibello
| Candidati | Candidati      | Partito                 | Voti  | %      | Seggi |
| --------- | -------------- | ----------------------- | ----- | ------ | ----- |
|           | Andrea Censi   | il Domani è per Tutti!  | 1.036 | 53,70  | 8     |
|           | Manuela Amadei | I Love Polesine Zibello | 893   | 46,29  | 4     |
| Totale    | Totale         |                         | 1.929 | 100.00 | 12    |

Sala Baganza
| Candidati | Candidati      | Partito                                                  | Voti  | %      | Seggi |
| --------- | -------------- | -------------------------------------------------------- | ----- | ------ | ----- |
|           | Aldo Spina     | Solidarietà                                              | 1.374 | 51,28  | 8     |
|           | Fabio Depietri | Forza Italia, Lega Nord, Fratelli d'Italia, Lista Civica | 802   | 29,93  | 3     |
|           | Patrizio Bimbi | Movimento 5 Stelle                                       | 503   | 18,77  | 1     |
| Totale    | Totale         |                                                          | 2.679 | 100.00 | 12    |

San Secondo Parmense
| Candidati | Candidati           | Partito                  | Voti  | %      | Seggi |
| --------- | ------------------- | ------------------------ | ----- | ------ | ----- |
|           | Antonio Dodi        | Dodi Antonio Sindaco     | 1.576 | 57,94  | 8     |
|           | Giuseppe Martinelli | Partecipiamo San Secondo | 1.144 | 42,05  | 4     |
| Totale    | Totale              |                          | 2.720 | 100.00 | 12    |

Traversetolo
| Candidati | Candidati              | Partito                                                  | Voti  | %      | Seggi |
| --------- | ---------------------- | -------------------------------------------------------- | ----- | ------ | ----- |
|           | Simone Dall'Orto       | Forza Italia, Lega Nord, Fratelli d'Italia, Lista Civica | 1.606 | 34,23  | 8     |
|           | Gabriella Ghirardini   | Insieme per Traversetolo                                 | 1.306 | 27,84  | 2     |
|           | Silvia Montruccoli     | Traversetolo Civica                                      | 907   | 19,33  | 1     |
|           | Gian Domenico Pedretti | Traversetolo Domani                                      | 872   | 18,58  | 1     |
| Totale    | Totale                 |                                                          | 4.691 | 100.00 | 12    |

## Provincia di Piacenza
Agazzano
| Candidati | Candidati         | Partito          | Voti  | %      | Seggi |
| --------- | ----------------- | ---------------- | ----- | ------ | ----- |
|           | Mattia Cigalini   | Tuttagazzano     | 431   | 41,52  | 7     |
|           | Arrigo Maestri    | Progetto Comune  | 399   | 38,43  | 2     |
|           | Maurizio Cigalini | l'Altra Agazzano | 208   | 20,03  | 1     |
| Totale    | Totale            |                  | 1.038 | 100.00 | 10    |

Borgonovo Val Tidone
| Candidati | Candidati        | Partito                                                  | Voti  | %      | Seggi |
| --------- | ---------------- | -------------------------------------------------------- | ----- | ------ | ----- |
|           | Pietro Mazzocchi | Forza Italia, Lega Nord, Fratelli d'Italia, Lista Civica | 1.389 | 37,74  | 8     |
|           | Chiara Azzali    | Impegno e Passione per il nostro Paese                   | 1.248 | 33,91  | 2     |
|           | Guido Guasconi   | Terza Lista                                              | 1.043 | 28,34  | 2     |
| Totale    | Totale           |                                                          | 3.680 | 100.00 | 12    |

Cadeo
| Candidati | Candidati      | Partito          | Voti  | %      | Seggi |
| --------- | -------------- | ---------------- | ----- | ------ | ----- |
|           | Marco Bricconi | Cambia Cadeo     | 2.025 | 63,81  | 8     |
|           | Angelo Cardis  | Insieme per Fare | 1.148 | 36,18  | 4     |
| Totale    | Totale         |                  | 3.173 | 100.00 | 12    |

Cortemaggiore
| Candidati | Candidati          | Partito                                    | Voti  | %      | Seggi |
| --------- | ------------------ | ------------------------------------------ | ----- | ------ | ----- |
|           | Gabriele Girometta | Forza Italia, Lega Nord, Fratelli d'Italia | 1.069 | 45,89  | 8     |
|           | Nadia Maffini      | una Vera Corte Maggiore                    | 634   | 27,22  | 2     |
|           | Laura Mutti        | Cortemaggiore Ora Tocca a Te               | 626   | 26,87  | 2     |
| Totale    | Totale             |                                            | 2.329 | 100.00 | 12    |

Fiorenzuola d'Arda
| Candidati | Candidati                   | Partito                                    | Voti  | %      | Seggi |
| --------- | --------------------------- | ------------------------------------------ | ----- | ------ | ----- |
|           | Romeo Gandolfi              | Forza Italia, Lega Nord, Fratelli d'Italia | 2.631 | 36,11  | 11    |
|           | Giuseppe Brusamonti         | Noi di Fiorenzuola                         | 2.282 | 31,32  | 3     |
|           | Elena Rossini               | Movimento 5 Stelle                         | 1.317 | 18,07  | 1     |
|           | Ferdinando "Nando" Mainardi | Sinistra per Fiorenzuola                   | 1.055 | 14,48  | 1     |
| Totale    | Totale                      |                                            | 7.285 | 100.00 | 16    |

Gazzola
| Candidati | Candidati                    | Partito                    | Voti  | %      | Seggi |
| --------- | ---------------------------- | -------------------------- | ----- | ------ | ----- |
|           | Simone Maserati              | per Gazzola e la Sua Gente | 888   | 77,15  | 7     |
|           | Giampietro "Ninetto" Comolli | Noi per Gazzola            | 263   | 22,84  | 3     |
| Totale    | Totale                       |                            | 1.151 | 100.00 | 10    |

Gropparello
| Candidati | Candidati        | Partito                   | Voti  | %      | Seggi |
| --------- | ---------------- | ------------------------- | ----- | ------ | ----- |
|           | Claudio Ghittoni | Insieme                   | 550   | 40,26  | 7     |
|           | Laura Ruscio     | Centrodestra Unito        | 433   | 31,69  | 2     |
|           | Giorgio Vincenti | un Futuro per Gropparello | 383   | 28,03  | 1     |
| Totale    | Totale           |                           | 1.366 | 100.00 | 10    |

Rottofreno
| Candidati | Candidati          | Partito                    | Voti  | %      | Seggi |
| --------- | ------------------ | -------------------------- | ----- | ------ | ----- |
|           | Raffaele Veneziani | Veneziani Sindaco          | 3.049 | 55,38  | 11    |
|           | Davide Tagliafichi | Partito Democratico        | 1.377 | 25,01  | 3     |
|           | Stefano Lucchini   | per Rottofreno             | 838   | 15,22  | 2     |
|           | Domenico Siciliano | Partito Comunista d'Italia | 241   | 4,37   | -     |
| Totale    | Totale             |                            | 5.505 | 100.00 | 16    |

## Provincia di Reggio nell'Emilia
Casina
| Candidati | Candidati           | Partito                      | Voti  | %      |
| --------- | ------------------- | ---------------------------- | ----- | ------ |
|           | Stefano Costi       | Casina Bene Comune           | 1 164 | 46,78  |
|           | Gian Franco Rinaldi | Per Casina                   | 1.164 | 46,78  |
|           | Alberto Bizzocchi   | Fratelli d'Italia, Lega Nord | 160   | 6,43   |
| Totale    | Totale              |                              | 2.488 | 100.00 |

Castellarano
| Candidati | Candidati             | Partito                  | Voti  | %      | Seggi |
| --------- | --------------------- | ------------------------ | ----- | ------ | ----- |
|           | Giorgio Zanni         | Castellarano Bene Comune | 3.162 | 44,99  | 11    |
|           | Carlo Alberto Contini | Castellarano di Tutti    | 2.133 | 30,34  | 3     |
|           | Stefano Salomoni      | Movimento 5 Stelle       | 1.734 | 24,66  | 2     |
| Totale    | Totale                |                          | 7.029 | 100.00 | 16    |

San Martino in Rio
| Candidati | Candidati     | Partito               | Voti  | %      | Seggi |
| --------- | ------------- | --------------------- | ----- | ------ | ----- |
|           | Paolo Fuccio  | Uniti per San Martino | 1.755 | 46,42  | 8     |
|           | Luca Villa    | Alleanza Civica       | 1.490 | 39,41  | 3     |
|           | Fabio Lusetti | Progetto San Martino  | 535   | 14,15  | 1     |
| Totale    | Totale        |                       | 3.780 | 100.00 | 12    |

Ventasso
| Candidati | Candidati        | Partito          | Voti  | %      | Seggi |
| --------- | ---------------- | ---------------- | ----- | ------ | ----- |
|           | Antonio Manari   | Ventasso Adesso! | 1.307 | 51,36  | 8     |
|           | Paolo Bargiacchi | Vivere Ventasso  | 1.238 | 48,64  | 4     |
| Totale    | Totale           |                  | 2.545 | 100.00 | 12    |

## Provincia di Rimini
Cattolica
| Candidati e Liste                                       | Voti  | %      | Seggi |
| ------------------------------------------------------- | ----- | ------ | ----- |
| Mariano Gennari                                         | 2 033 | 25,65  | -     |
| Movimento 5 Stelle                                      | 1 932 | 25,96  | 10    |
| Sergio Gambini                                          | 3,027 | 38,19  | -     |
| Partito Democratico                                     | 2,380 | 31,98  | 3     |
| Energia Civica 40                                       | 411   | 5,52   | -     |
| Musica e Libertà                                        | 71    | 0,95   | -     |
| Massimiliano Gessaroli                                  | 1,652 | 20,84  | -     |
| Lega Nord                                               | 674   | 9,05   | 1     |
| Cattolica nel Cuore                                     | 455   | 6,11   | -     |
| Forza Italia                                            | 315   | 4,23   | -     |
| Fratelli d'Italia - Alleanza Nazionale                  | 92    | 1,23   | -     |
| Giovanna Ubalducci                                      | 764   | 9,63   | -     |
| Insieme per Cattolica                                   | 412   | 5,53   | -     |
| Amare Cattolica                                         | 273   | 3,66   | -     |
| Maria Silvia Riccio                                     | 325   | 4,10   | -     |
| Spazio Rosso                                            | 300   | 4,03   | -     |
| Roberto Franca                                          | 125   | 1,57   | -     |
| Partito della Rifondazione Comunista - Sinistra Europea | 127   | 1,70   | -     |
| Totale alle liste                                       | 7.442 | 100,00 | 14    |
| TOTALE                                                  | 7.926 | 100,00 | 16    |

Montescudo-Monte Colombo
| Candidati | Candidati        | Partito            | Voti  | %      | Seggi |
| --------- | ---------------- | ------------------ | ----- | ------ | ----- |
|           | Elena Castellari | Torri Unite        | 1.440 | 46,25  | 8     |
|           | Shelina Marsetti | Movimento 5 Stelle | 1.000 | 32,12  | 2     |
|           | Sergio Orsi      | Forum Civico       | 673   | 21,61  | 2     |
| Totale    | Totale           |                    | 3.113 | 100.00 | 12    |

Novafeltria
| Candidati | Candidati        | Partito            | Voti  | %      | Seggi |
| --------- | ---------------- | ------------------ | ----- | ------ | ----- |
|           | Stefano Zanchini | Percorso Comune    | 2.118 | 49,03  | 8     |
|           | Gabriele Berardi | Direzione Futuro   | 1.774 | 41,06  | 4     |
|           | Fabrizio Bologna | Movimento 5 Stelle | 428   | 9,91   | -     |
| Totale    | Totale           |                    | 4.320 | 100.00 | 12    |

Pennabilli
| Candidati | Candidati       | Partito                 | Voti  | %      | Seggi |
| --------- | --------------- | ----------------------- | ----- | ------ | ----- |
|           | Mauro Giannini  | Identità Montana        | 1.185 | 62,27  | 8     |
|           | Lorenzo Valenti | nella Storia, il Futuro | 718   | 37,72  | 4     |
| Totale    | Totale          |                         | 1.903 | 100.00 | 12    |